# WWF Attitude
WWF Attitude è un videogioco di tipo picchiaduro sul Wrestling professionistico, uscito nel 1999 sulle console Game Boy Color, PlayStation, Nintendo 64 e Sega Dreamcast, pubblicato da Acclaim Entertainment. Esso è il seguito di WWF War Zone ed è l'ultimo gioco pubblicato da Acclaim Entertainment per la WWF, che poi pubblicò due giochi per l'ECW (ECW Hardcore Revolution e ECW Anarchy Rulz).

## Caratteristiche
Nel gioco sono presenti tutti gli ingressi completi di ogni lottatore; il commento tecnico è proposto da Jerry Lawler e Shane McMahon.
La versione Sega Dreamcast è nettamente migliore alle altre, poiché possiede una maggiore risoluzione e una migliore animazione.
La versione Game Boy Color è ben diversa dalle altre, per esempio si utilizza delle password come modo per salvare i progressi del giocatore (ogni livello vinto si ottiene una password).
Sono stati aggiunti nuovi tipi di match, tra cui First Blood Match, e in più, ogni personaggio ha sui insulti personali.
Nel gioco sono presenti una modalità "Crea-una-Stable" e una modalità "Pay-Per-View", che permette al giocatore di creare la propria pay-per-view personale. Il gioco offre anche un'opzione per personalizzare le arene, compresa la possibilità di modificare il colore delle luci, funi, tenditori e il logo sul lato del ring.
La modalità "Crea-un-lottatore" è stata ampliata inserendo le musiche di entrata di ogni lottatore, i soprannomi e gli incitamenti da parte della folla.

## Modalità di gioco
Le modalità di gioco di WWF War Zone sono state per la maggior parte conservate. La modalità "Challenge" di War Zone è stata sostituita da una modalità "Carriera" che permette al giocatore di lottare come una stella della WWF. Il giocatore inizierà la propria carriera negli House Show e vincendo i match si arriverà fino a Raw e alle pay-per-view per cercare di ricevere qualche title shot.

## Roster
| - Steve Austin - Shawn Michaels - Mankind - Owen Hart - Triple H - D'Lo Brown - The Rock - Bradshaw - Faarooq - Kane - The Undertaker - Goldust - X Pac - Too Sexy | - Jerry Lawler - Trasher - Mosh - Billy Gunn - Road Dogg - Mark Henry - Ken Shamrock - Paul Bearer - Jeff Jarrett - Jacqueline - Steve Blackman - Chyna - Droz - Val Venis | - Edge - Sable - Marc Mero - Sgt. Slaughter - Taka - Kurrgan - "Dr. Death" Steve Williams - Gangrel - Al Snow - The Godfather - Big Bossman - Christian |

### Inventati
- Head
- Trainer